# Arnold Rüütel
Arnold Rüütel GColSE • GColIH (Saaremaa, 10 de maio 1928 – 31 de dezembro de 2024) foi um político estoniano. Foi presidente do seu país, de 1990 a 1992 e de 2001 a 2006.

## Presidência
Rüütel foi eleito presidente por um colégio eleitoral em 21 de setembro de 2001, derrotando Toomas Savi no último turno por 186 votos a 155. Rüütel tomou posse como Presidente da República em 8 de outubro de 2001. Rüütel anunciou em seu manifesto eleitoral que seus principais objetivos seriam reduzir os efeitos negativos que as rápidas mudanças econômicas da Estônia tiveram sobre um grande número de pessoas e buscar maior solidariedade dentro da sociedade. O fim do mandato de Rüütel foi ofuscado por várias controvérsias. No desfile militar do Dia da Independência, em 24 de fevereiro de 2005, Rüütel parabenizou repetidamente os soldados pelo "Dia da Vitória" (o Dia da Vitória da Estônia é em 23 de junho), o que causou especulações sobre a saúde mental do então presidente de 77 anos. Mais tarde naquele ano, o jornal Eesti Ekspress publicou documentos arquivados sugerindo que Rüütel, como um alto funcionário da República Socialista Soviética da Estônia, estava envolvido na perseguição do cientista Johannes Hint (mais tarde condenado à prisão em um julgamento) pela KGB. O próprio Rüütel comentou que havia tentado defender Hint.
A 29 de Maio de 2003 foi agraciado com o Grande-Colar da Ordem do Infante D. Henrique e a 8 de Março de 2006 foi agraciado com o Grande-Colar da Ordem Militar de Sant'Iago da Espada de Portugal.
Como o mandato de Rüütel terminaria em outubro de 2006, ele anunciou em 7 de junho de 2006 que seria candidato à reeleição, encerrando assim as especulações sobre sua candidatura. No final de agosto, o parlamento não conseguiu eleger um presidente. A eleição de Ene Ergma e Toomas Hendrik Ilves pelo Parlamento foi bloqueada pelos partidários de Rüütel, que não retiraram cédulas. O colégio eleitoral se reuniu para votar em um presidente em 23 de setembro. As últimas sondagens (Setembro de 2006) tinham sugerido que o apoio popular de Rüütel rondava os 31 por cento (o apoio de Ilves era de 51 por cento); Rüütel era mais popular entre os idosos e a minoria de língua russa. No colégio eleitoral, Rüütel recebeu 162 votos contra 174 de Ilves. Rüütel parabenizou o vencedor e ofereceu sua ajuda. A presidência de Rüütel expirou, portanto, no final de seu mandato, e Ilves tomou posse em 9 de outubro de 2006.

## Morte
Rüütel morreu no dia 31 de dezembro de 2024, aos 96 anos, em Tallinn, capital da Estônia.